# Adam Przeworski
Adam Przeworski (* 5. Mai 1940 in Warschau) ist ein amerikanischer Politikwissenschaftler polnischer Herkunft.
An der Universität Warschau erlangte er den Magistergrad, er promovierte an der Northwestern University in Politikwissenschaft. Professuren hat/hatte er an Universitäten in New York und Chicago inne. Lehr- und Forschungsarbeit führten ihn an Hochschulen und Forschungsinstitute in Chile, Frankreich, Deutschland, Indien, Polen, Spanien und der Schweiz. Seit 1991 ist er Mitglied der American Academy of Arts and Sciences und seit 2021 sowohl der National Academy of Sciences als auch der British Academy. 2001 wurde er mit dem Wilson Prize und 1998 mit dem Luebbert Prize ausgezeichnet.
Przeworski, der auch dem analytischen, bzw. „rational choice“-Marxismus zugerechnet wurde, widmet sich u. a. der doppelten Transformation Osteuropas (in Richtung Marktwirtschaft und Demokratie), der Analyse ökonomischer und politischer Reform- und Entwicklungsstrategien im Allgemeinen und der Kritik unreflektierter Umsetzung von Standardrezepten marktwirtschaftlicher Reform- und Entwicklungspolitiken.

## Werke (Auswahl)
- The State and the Economy under Capitalism. 1990.
- Sustainable Democracy (Herausgeber). 1995.
- Adam Przeworski: The Mechanics of Regime Instability in Latin America, in: Journal of Politics in Latin America 1/2009. S. 5–36.
- Crises of Democracy, Cambridge University Press: Cambridge/New York 2019.
  - dt. Krisen der Demokratie. Aus dem Englischen von Stephan Gebauer, Suhrkamp: Berlin 2020, ISBN 978-3-518-12751-3.

als Herausgeber
- Democracy in a Russian Mirror. Cambridge University Press, Cambridge 2015, ISBN 978-1-107-05339-7.